# 2. ŽNL Osječko-baranjska NS Đakovo 2012./13.
Ligu je osvojio NK Radnički Viškovci, ali u kvalifikacijama za 1. ŽNL Osječko-baranjsku nije uspio izboriti plasman u viši rang. Iz lige su u 3. ŽNL Osječko-baranjsku NS Đakovo ispali NK Omladinac Selci Đakovački, NK Mladost Ivanovci i NK Dinamo Trnava.

## Tablica
| Mj. | Klub                               | Sus. | Pobj. | Nerij. | Por. | GR.    | Bod. |
| --- | ---------------------------------- | ---- | ----- | ------ | ---- | ------ | ---- |
| 1.  | NK Radnički Viškovci               | 30   | 20    | 4      | 6    | 83:38  | 64   |
| 2.  | NK Polet Semeljci                  | 30   | 18    | 5      | 7    | 75:41  | 59   |
| 3.  | NK Rekord Kondrić                  | 30   | 16    | 8      | 6    | 54:29  | 56   |
| 4.  | NK Velebit Potnjani                | 30   | 17    | 4      | 9    | 58:47  | 55   |
| 5.  | NK Šokadija Strizivojna            | 30   | 16    | 5      | 9    | 79:39  | 53   |
| 6.  | NK Omladinac Josipovac Punitovački | 30   | 16    | 5      | 9    | 68:39  | 53   |
| 7.  | NK Sloga Koritna                   | 30   | 15    | 4      | 11   | 59:37  | 49   |
| 8.  | NK Hajduk Široko Polje             | 30   | 13    | 5      | 12   | 48:51  | 44   |
| 9.  | NK Slavonija Budrovci              | 30   | 12    | 6      | 12   | 52:41  | 42   |
| 10. | NK HOŠK Gašinci                    | 30   | 12    | 2      | 16   | 41:62  | 38   |
| 11. | NK Slavonac Preslatinci            | 30   | 10    | 7      | 13   | 53:64  | 37   |
| 12. | NK Slavonija Punitovci             | 30   | 9     | 9      | 12   | 44:50  | 36   |
| 13. | NK Ratar Piškorevci                | 30   | 11    | 2      | 17   | 58:71  | 35   |
| 14. | NK Omladinac Selci Đakovački       | 30   | 10    | 4      | 16   | 46:53  | 34   |
| 15. | NK Mladost Ivanovci                | 30   | 8     | 2      | 20   | 42:61  | 26   |
| 16. | NK Dinamo Trnava                   | 30   | 0     | 2      | 28   | 22:159 | 2    |

## Rezultati
| NK Ratar Piškorevci – NK Polet Semeljci 0:2 NK Dinamo Trnava – NK Velebit Potnjani 2:3 NK Slavonija Punitovci – NK Slavonija Budrovci 0:1 NK HOŠK Gašinci – NK Hajduk Široko Polje 0:2 NK Radnički Viškovci – NK Slavonac Preslatinci 3:0 NK Omladinac Selci Đakovački – NK Omladinac Josipovac Punitovački 2:5 NK Šokadija Strizivojna – NK Rekord Kondrić 0:3 NK Sloga Koritna – NK Mladost Ivanovci 4:0  | NK Sloga Koritna – NK Šokadija Strizivojna 2:3 NK Rekord Kondrić – NK Omladinac Selci Đakovački 2:0 NK Omladinac Josipovac Punitovački – NK Radnički Viškovci 0:1 NK Slavonac Preslatinci – NK HOŠK Gašinci 1:2 NK Hajduk Široko Polje – NK Slavonija Punitovci 2:1 NK Slavonija Budrovci – NK Dinamo Trnava 6:0 NK Velebit Potnjani – NK Ratar Piškorevci 2:0 NK Mladost Ivanovci – NK Polet Semeljci 2:2 | NK Omladinac Selci Đakovački – NK Sloga Koritna 1:1 NK Radnički Viškovci – NK Rekord Kondrić 0:3 NK HOŠK Gašinci – NK Omladinac Josipovac Punitovački 1:2 NK Slavonija Punitovci – NK Slavonac Preslatinci 5:0 NK Dinamo Trnava – NK Hajduk Široko Polje 1:6 NK Ratar Piškorevci – NK Slavonija Budrovci 3:0 NK Polet Semeljci – NK Velebit Potnjani 0:0 NK Šokadija Strizivojna – NK Mladost Ivanovci 3:2 |
| NK Sloga Koritna – NK Radnički Viškovci 1:2 NK Šokadija Strizivojna – NK Omladinac Selci Đakovački 1:2 NK Rekord Kondrić – NK HOŠK Gašinci 2:0 NK Omladinac Josipovac Punitovački – NK Slavonija Punitovci 4:0 NK Slavonac Preslatinci – NK Dinamo Trnava 6:0 NK Hajduk Široko Polje – NK Ratar Piškorevci 2:1 NK Slavonija Budrovci – NK Polet Semeljci 2:0 NK Mladost Ivanovci – NK Velebit Potnjani 2:3  | NK HOŠK Gašinci – NK Sloga Koritna 2:1 NK Radnički Viškovci – NK Šokadija Strizivojna 1:1 NK Slavonija Punitovci – NK Rekord Kondrić 2:2 NK Dinamo Trnava – NK Omladinac Josipovac Punitovački 1:7 NK Ratar Piškorevci – NK Slavonac Preslatinci 3:2 NK Polet Semeljci – NK Hajduk Široko Polje 2:1 NK Velebit Potnjani – NK Slavonija Budrovci 0:1 NK Omladinac Selci Đakovački – NK Mladost Ivanovci 2:5 | NK Sloga Koritna – NK Slavonija Punitovci 5:1 NK Šokadija Strizivojna – NK HOŠK Gašinci 5:0 NK Omladinac Selci Đakovački – NK Radnički Viškovci 1:2 NK Rekord Kondrić – NK Dinamo Trnava 2:1 NK Omladinac Josipovac Punitovački – NK Ratar Piškorevci 3:1 NK Slavonac Preslatinci – NK Polet Semeljci 1:0 NK Hajduk Široko Polje – NK Velebit Potnjani 3:1 NK Mladost Ivanovci – NK Slavonija Budrovci 1:0 |
| NK Dinamo Trnava – NK Sloga Koritna 1:5 NK Slavonija Punitovci – NK Šokadija Strizivojna 1:6 NK HOŠK Gašinci – NK Omladinac Selci Đakovački 3:0 NK Ratar Piškorevci – NK Rekord Kondrić 2:2 NK Polet Semeljci – NK Omladinac Josipovac Punitovački 1:2 NK Velebit Potnjani – NK Slavonac Preslatinci 3:1 NK Slavonija Budrovci – NK Hajduk Široko Polje 2:0 NK Radnički Viškovci – NK Mladost Ivanovci 2:1  | NK Sloga Koritna – NK Ratar Piškorevci 1:1 NK Šokadija Strizivojna – NK Dinamo Trnava 8:1 NK Omladinac Selci Đakovački – NK Slavonija Punitovci 0:0 NK Radnički Viškovci – NK HOŠK Gašinci 3:0 NK Rekord Kondrić – NK Polet Semeljci 2:0 NK Omladinac Josipovac Punitovački – NK Velebit Potnjani 4:2 NK Slavonac Preslatinci – NK Slavonija Budrovci 1:3 NK Mladost Ivanovci – NK Hajduk Široko Polje 2:0 | NK Polet Semeljci – NK Sloga Koritna 5:0 NK Ratar Piškorevci – NK Šokadija Strizivojna 1:0 NK Dinamo Trnava – NK Omladinac Selci Đakovački 1:6 NK Slavonija Punitovci – NK Radnički Viškovci 2:4 NK Velebit Potnjani – NK Rekord Kondrić 2:1 NK Slavonija Budrovci – NK Omladinac Josipovac Punitovački 1:2 NK Hajduk Široko Polje – NK Slavonac Preslatinci 1:1 NK HOŠK Gašinci – NK Mladost Ivanovci 2:1 |
| NK Sloga Koritna – NK Velebit Potnjani 4:0 NK Šokadija Strizivojna – NK Polet Semeljci 7:2 NK Omladinac Selci Đakovački – NK Ratar Piškorevci 4:0 NK Radnički Viškovci – NK Dinamo Trnava 10:1 NK HOŠK Gašinci – NK Slavonija Punitovci 1:2 NK Rekord Kondrić – NK Slavonija Budrovci 0:0 NK Omladinac Josipovac Punitovački – NK Hajduk Široko Polje 0:2 NK Mladost Ivanovci – NK Slavonac Preslatinci 5:0 | NK Slavonija Budrovci – NK Sloga Koritna 0:1 NK Velebit Potnjani – NK Šokadija Strizivojna 1:1 NK Polet Semeljci – NK Omladinac Selci Đakovački 3:2 NK Ratar Piškorevci – NK Radnički Viškovci 4:1 NK Dinamo Trnava – NK HOŠK Gašinci 2:6 NK Hajduk Široko Polje – NK Rekord Kondrić 0:0 NK Slavonac Preslatinci – NK Omladinac Josipovac Punitovački 2:4 NK Slavonija Punitovci – NK Mladost Ivanovci 2:1 | NK Sloga Koritna – NK Hajduk Široko Polje 1:0 NK Šokadija Strizivojna – NK Slavonija Budrovci 3:0 NK Omladinac Selci Đakovački – NK Velebit Potnjani 2:3 NK Radnički Viškovci – NK Polet Semeljci 2:3 NK HOŠK Gašinci – NK Ratar Piškorevci 3:2 NK Slavonija Punitovci – NK Dinamo Trnava 7:0 NK Rekord Kondrić – NK Slavonac Preslatinci 2:2 NK Mladost Ivanovci – NK Omladinac Josipovac Punitovački 3:1 |
| NK Slavonac Preslatinci – NK Sloga Koritna 0:3 NK Hajduk Široko Polje – NK Šokadija Strizivojna 0:0 NK Slavonija Budrovci – NK Omladinac Selci Đakovački 1:1 NK Velebit Potnjani – NK Radnički Viškovci 1:0 NK Polet Semeljci – NK HOŠK Gašinci 1:0 NK Ratar Piškorevci – NK Slavonija Punitovci 4:0 NK Omladinac Josipovac Punitovački – NK Rekord Kondrić 1:0 NK Dinamo Trnava – NK Mladost Ivanovci 2:2  | NK Sloga Koritna – NK Omladinac Josipovac Punitovački 1:0 NK Šokadija Strizivojna – NK Slavonac Preslatinci 1:2 NK Omladinac Selci Đakovački – NK Hajduk Široko Polje 0:2 NK Radnički Viškovci – NK Slavonija Budrovci 1:1 NK HOŠK Gašinci – NK Velebit Potnjani 1:0 NK Slavonija Punitovci – NK Polet Semeljci 2:3 NK Dinamo Trnava – NK Ratar Piškorevci 1:6 NK Mladost Ivanovci – NK Rekord Kondrić 1:3 | NK Rekord Kondrić – NK Sloga Koritna 1:1 NK Omladinac Josipovac Punitovački – NK Šokadija Strizivojna 1:3 NK Slavonac Preslatinci – NK Omladinac Selci Đakovački 1:1 NK Hajduk Široko Polje – NK Radnički Viškovci 2:4 NK Slavonija Budrovci – NK HOŠK Gašinci 3:0 NK Velebit Potnjani – NK Slavonija Punitovci 1:1 NK Polet Semeljci – NK Dinamo Trnava 4:0 NK Ratar Piškorevci – NK Mladost Ivanovci 4:0 |
| NK Polet Semeljci – NK Ratar Piškorevci 6:1 NK Velebit Potnjani – NK Dinamo Trnava 4:2 NK Slavonija Budrovci – NK Slavonija Punitovci 1:2 NK Hajduk Široko Polje – NK HOŠK Gašinci 1:1 NK Slavonac Preslatinci – NK Radnički Viškovci 2:1 NK Omladinac Josipovac Punitovački – NK Omladinac Selci Đakovački 5:2 NK Rekord Kondrić – NK Šokadija Strizivojna 1:2 NK Mladost Ivanovci – NK Sloga Koritna 0:1  | NK Šokadija Strizivojna – NK Sloga Koritna 1:2 NK Omladinac Selci Đakovački – NK Rekord Kondrić 0:2 NK Radnički Viškovci – NK Omladinac Josipovac Punitovački 1:1 NK HOŠK Gašinci – NK Slavonac Preslatinci 1:1 NK Slavonija Punitovci – NK Hajduk Široko Polje 0:0 NK Dinamo Trnava – NK Slavonija Budrovci 0:3 NK Ratar Piškorevci – NK Velebit Potnjani 1:4 NK Polet Semeljci – NK Mladost Ivanovci 4:0 | NK Sloga Koritna – NK Omladinac Selci Đakovački 2:0 NK Rekord Kondrić – NK Radnički Viškovci 0:3 NK Omladinac Josipovac Punitovački – NK HOŠK Gašinci 1:2 NK Slavonac Preslatinci – NK Slavonija Punitovci 2:2 NK Hajduk Široko Polje – NK Dinamo Trnava 4:0 NK Slavonija Budrovci – NK Ratar Piškorevci 4:2 NK Velebit Potnjani – NK Polet Semeljci 4:2 NK Mladost Ivanovci – NK Šokadija Strizivojna 0:4 |
| NK Radnički Viškovci – NK Sloga Koritna 1:0 NK Omladinac Selci Đakovački – NK Šokadija Strizivojna 2:1 NK HOŠK Gašinci – NK Rekord Kondrić 2:1 NK Slavonija Punitovci – NK Omladinac Josipovac Punitovački 1:1 NK Dinamo Trnava – NK Slavonac Preslatinci 1:6 NK Ratar Piškorevci – NK Hajduk Široko Polje 3:1 NK Polet Semeljci – NK Slavonija Budrovci 2:2 NK Velebit Potnjani – NK Mladost Ivanovci 2:1  | NK Sloga Koritna – NK HOŠK Gašinci 3:0 NK Šokadija Strizivojna – NK Radnički Viškovci 1:2 NK Rekord Kondrić – NK Slavonija Punitovci 3:1 NK Omladinac Josipovac Punitovački – NK Dinamo Trnava 8:0 NK Slavonac Preslatinci – NK Ratar Piškorevci 5:1 NK Hajduk Široko Polje – NK Polet Semeljci 1:4 NK Slavonija Budrovci – NK Velebit Potnjani 0:3 NK Mladost Ivanovci – NK Omladinac Selci Đakovački 0:2 | NK Slavonija Punitovci – NK Sloga Koritna 3:1 NK HOŠK Gašinci – NK Šokadija Strizivojna 1:2 NK Radnički Viškovci – NK Omladinac Selci Đakovački 1:0 NK Dinamo Trnava – NK Rekord Kondrić 1:2 NK Ratar Piškorevci – NK Omladinac Josipovac Punitovački 2:0 NK Polet Semeljci – NK Slavonac Preslatinci 5:2 NK Velebit Potnjani – NK Hajduk Široko Polje 6:3 NK Slavonija Budrovci – NK Mladost Ivanovci 4:1 |
| NK Sloga Koritna – NK Dinamo Trnava 8:0 NK Šokadija Strizivojna – NK Slavonija Punitovci 1:0 NK Omladinac Selci Đakovački – NK HOŠK Gašinci 3:2 NK Rekord Kondrić – NK Ratar Piškorevci 5:1 NK Omladinac Josipovac Punitovački – NK Polet Semeljci 2:2 NK Slavonac Preslatinci – NK Velebit Potnjani 2:0 NK Hajduk Široko Polje – NK Slavonija Budrovci 2:1 NK Mladost Ivanovci – NK Radnički Viškovci 1:2  | NK Ratar Piškorevci – NK Sloga Koritna 1:2 NK Dinamo Trnava – NK Šokadija Strizivojna 1:4 NK Slavonija Punitovci – NK Omladinac Selci Đakovački 0:1 NK HOŠK Gašinci – NK Radnički Viškovci 2:1 NK Polet Semeljci – NK Rekord Kondrić 2:0 NK Velebit Potnjani – NK Omladinac Josipovac Punitovački 2:3 NK Slavonija Budrovci – NK Slavonac Preslatinci 4:0 NK Hajduk Široko Polje – NK Mladost Ivanovci 1:0 | NK Sloga Koritna – NK Polet Semeljci 1:3 NK Šokadija Strizivojna – NK Ratar Piškorevci 7:2 NK Omladinac Selci Đakovački – NK Dinamo Trnava 5:0 NK Radnički Viškovci – NK Slavonija Punitovci 3:0 NK Rekord Kondrić – NK Velebit Potnjani 2:1 NK Omladinac Josipovac Punitovački – NK Slavonija Budrovci 0:0 NK Slavonac Preslatinci – NK Hajduk Široko Polje 5:2 NK Mladost Ivanovci – NK HOŠK Gašinci 3:1 |
| NK Velebit Potnjani – NK Sloga Koritna 2:1 NK Polet Semeljci – NK Šokadija Strizivojna 2:1 NK Ratar Piškorevci – NK Omladinac Selci Đakovački 3:0 NK Dinamo Trnava – NK Radnički Viškovci 0:12 NK Slavonija Punitovci – NK HOŠK Gašinci 3:0 NK Slavonija Budrovci – NK Rekord Kondrić 1:2 NK Hajduk Široko Polje – NK Omladinac Josipovac Punitovački 2:1 NK Slavonac Preslatinci – NK Mladost Ivanovci 2:0 | NK Sloga Koritna – NK Slavonija Budrovci 3:1 NK Šokadija Strizivojna – NK Velebit Potnjani 1:2 NK Omladinac Selci Đakovački – NK Polet Semeljci 0:2 NK Radnički Viškovci – NK Ratar Piškorevci 7:3 NK HOŠK Gašinci – NK Dinamo Trnava 4:1 NK Rekord Kondrić – NK Hajduk Široko Polje 4:1 NK Omladinac Josipovac Punitovački – NK Slavonac Preslatinci 4:1 NK Mladost Ivanovci – NK Slavonija Punitovci 1:2 | NK Hajduk Široko Polje – NK Sloga Koritna 2:1 NK Slavonija Budrovci – NK Šokadija Strizivojna 2:4 NK Velebit Potnjani – NK Omladinac Selci Đakovački 1:0 NK Polet Semeljci – NK Radnički Viškovci 1:3 NK Ratar Piškorevci – NK HOŠK Gašinci 1:2 NK Dinamo Trnava – NK Slavonija Punitovci 1:1 NK Slavonac Preslatinci – NK Rekord Kondrić 1:1 NK Omladinac Josipovac Punitovački – NK Mladost Ivanovci 2:0 |
| NK Sloga Koritna – NK Slavonac Preslatinci 1:2 NK Šokadija Strizivojna – NK Hajduk Široko Polje 6:1 NK Omladinac Selci Đakovački – NK Slavonija Budrovci 3:1 NK Radnički Viškovci – NK Velebit Potnjani 4:1 NK HOŠK Gašinci – NK Polet Semeljci 0:7 NK Slavonija Punitovci – NK Ratar Piškorevci 2:0 NK Rekord Kondrić – NK Omladinac Josipovac Punitovački 1:0 NK Mladost Ivanovci – NK Dinamo Trnava 4:0  | NK Omladinac Josipovac Punitovački – NK Sloga Koritna 3:1 NK Slavonac Preslatinci – NK Šokadija Strizivojna 1:1 NK Hajduk Široko Polje – NK Omladinac Selci Đakovački 2:0 NK Slavonija Budrovci – NK Radnički Viškovci 3:3 NK Velebit Potnjani – NK HOŠK Gašinci 3:1 NK Polet Semeljci – NK Slavonija Punitovci 0:0 NK Ratar Piškorevci – NK Dinamo Trnava 5:0 NK Rekord Kondrić – NK Mladost Ivanovci 4:0 | NK Sloga Koritna – NK Rekord Kondrić 1:1 NK Šokadija Strizivojna – NK Omladinac Josipovac Punitovački 1:1 NK Omladinac Selci Đakovački – NK Slavonac Preslatinci 4:1 NK Radnički Viškovci – NK Hajduk Široko Polje 3:2 NK HOŠK Gašinci – NK Slavonija Budrovci 1:4 NK Slavonija Punitovci – NK Velebit Potnjani 1:1 NK Dinamo Trnava – NK Polet Semeljci 1:5 NK Mladost Ivanovci – NK Ratar Piškorevci 3:0 |

## Kvalifikacije za 1. ŽNL Osječko-baranjsku
9. lipnja 2013.: NK Radnički Viškovci – NK Motičina Donja Motičina 2:1
16. lipnja 2013.: NK Motičina Donja Motičina – NK Radnički Viškovci 1:0
U 1. ŽNL Osječko-baranjsku se plasirala NK Motičina Donja Motičina.